# Winnie Holzman
Winnie Holzman (New York City, 1954.), američka dramaturginja i scenaristica. Kreatorica ABC-eve televizijske serije, I to mi je neki život, koja joj je donijela Emmy nominaciju za pisanje, 1995. Pisala je i za serije, Thirtysomething i Once and Again. Veću slavu je stekla zbog rada na Broadwayju, posebice zbog pisanja knjige za uspješni mjuzikl, Wicked, za koju je osvojila Drama Desk Award i nominaciju za nagradu Tony.

## Filmografija

### Pisanje
- The Wonder Years (1990.)
- Thirtysomething (1990. – 91.)
- I to mi je neki život (1994. – 95.)
- 'Til There Was You (1997.)
- Once and Again (1999. – 2002.)
- Wicked (2003.)
- Huge (2010.)

### Glumačke zasluge
- Thirtysomething kao "Sherry Eisen" (1990.)
- Major Dad kao "Mrs. Burns" (1992.)
- I to mi je neki život kao "Cathy Kryzanowski" (1994.)
- Jerry Maguire kao "Women's Group Member" (1996.)
- Love, American Style kao "Miss Hepker" (1999.)
- Once and Again kao Shelley (2000-02.)
- Roswell kao "Madame Vivian" (2000-02.)
- Hopeless Pictures kao "Actress" (2005.)
- Bez oduševljenja, molim! kao "Dr. Salvin" (2007.)
- Checkmate kao "Mrs. Sappington" (2009.)

## Vanjske poveznice
- Winnie Holzman u internetskoj bazi filmova IMDb-u (engl.)
- Winnie Holzman na Internet Broadway Database